# Saqqar (krater)
Saqqar – krater uderzeniowy położony na pustyni Wielki Nefud w Arabii Saudyjskiej.
Wiek krateru nie jest dobrze znany; został oceniony na od 410 do 70 milionów lat. Krater utworzyło uderzenie niewielkiej planetoidy w skały osadowe. Jest on niewidoczny na powierzchni Ziemi, ale dobrze rozpoznany dzięki sejsmice refleksyjnej i sześciu odwiertom. Znajduje się w skałach silikoklastycznych o wieku od kambru po dewon, które niezgodnie nakrywają osady kredowe i paleogeńskie. W okresie pomiędzy dewonem a mastrychtem erozji uległo około 1–2 km skał pokrywających krater.
Krater ma wzniesienie centralne wznoszące się na 2 km, otoczone synkliną o kształcie pierścienia. Strukturom tym towarzyszy odpowiednio dodatnia i ujemna anomalia siły ciężkości. Krawędź krateru wyznaczają uskoki normalne. Nawiercone skały wzniesienia centralnego zawierają planarne struktury deformacyjne świadczące o uderzeniowym pochodzeniu struktury oraz inne ślady szokmetamorfizmu w ciśnieniu sięgającym od 5 do 15 GPa.